# さくら (2002年のテレビドラマ)
『さくら』は、2002年度前期放送のNHK「連続テレビ小説」第66作で、2002年（平成14年）4月1日から9月28日まで放送されたテレビドラマ。

## 概要

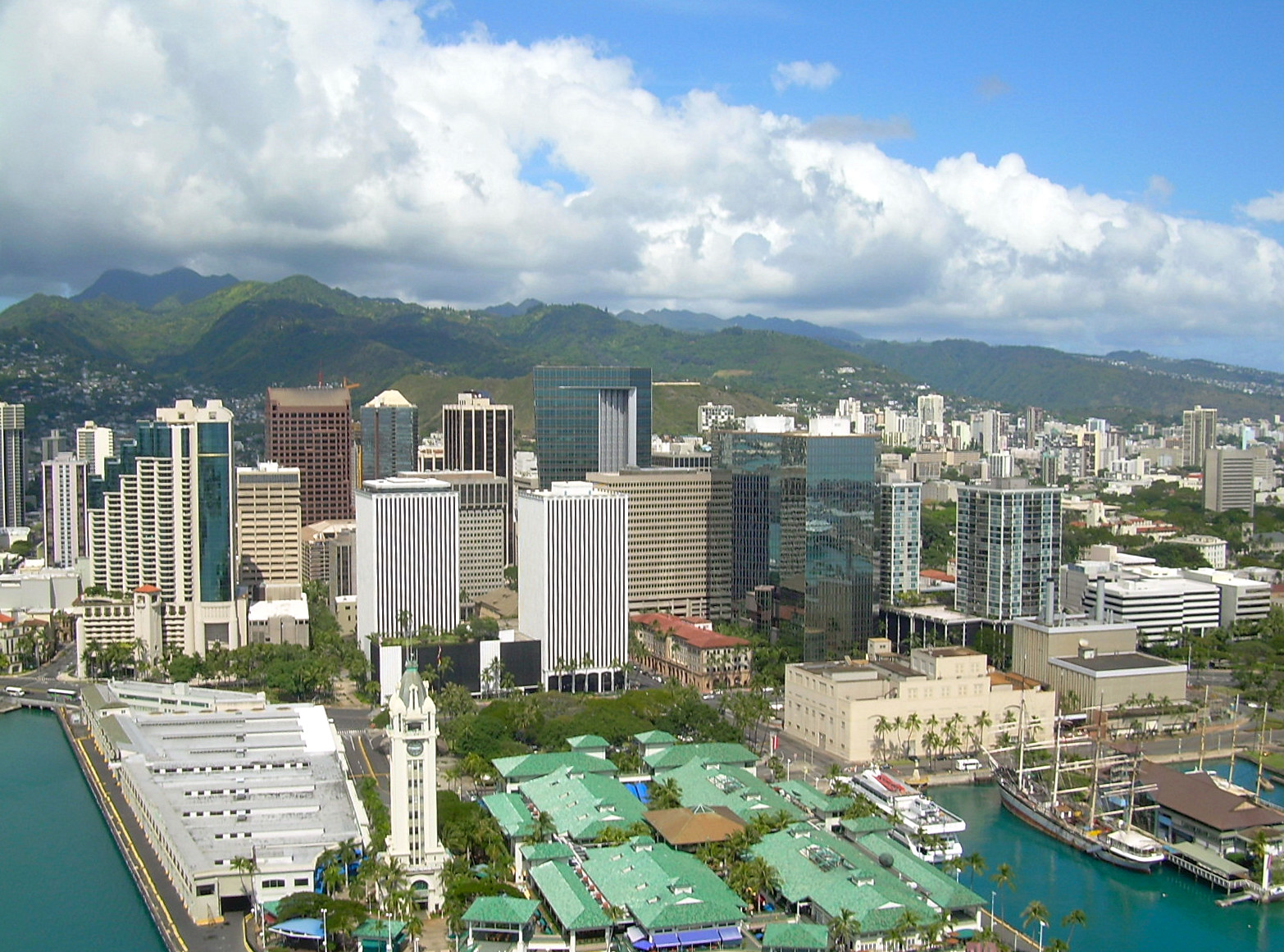
ドラマの舞台、ハワイ・ホノルル市郡中心街

ヒロインオーディションには2512人が応募した。
舞台は、岐阜県の高山市（飛騨高山）、古川町（飛騨古川）、八幡町（郡上八幡）および東京都、ハワイ州ホノルルで、岐阜県が主な舞台の1つになった最初の作品である。
2002年の初放送時の平均視聴率は23.3%、最高視聴率は27.5%（関東地区、ビデオリサーチ調べ）。
次作ヒロインへのバトンタッチセレモニーは万博記念公園（大阪府吹田市）にある太陽の塔で行われた。
視覚障害者向けの解説放送は、前作『ほんまもん』を以て卒業した関根信昭の後任として、江原正士が本作から担当した。

## あらすじ

### 第1週『かわいい子には旅をさせよ』
松下さくら（エリザベス・さくら・松下）はアメリカ、ハワイ生まれの日系4世（父が日系3世、母が日本人）でハワイ大学マノア校在学中。大学で日本の英語教師の募集を見たさくらは日本行きを決意。大学卒業後来日し、母の実家である東京の神山家を頼る。しかし就職先の「東京あけぼの中学校」から突然、岐阜県・飛騨の「高山あけぼの中学校」の赴任を命じられる。急遽父方祖母の故郷である飛騨地方に飛んださくらは、温泉で出会った桂木慶介とひと騒動になるが、彼はあけぼの中学の教員だった。

### 第2週『郷に入っては郷に従え』
あけぼの中学にALTとして赴任したさくらは、桂木のクラスの副担任となる。だがあけぼの中学は進学校として有名な男子校で、英語担当の沢田は自由な授業を許さない。さくらは在日外国人が集う「〈俺〉鳴門（れおなるど）」で憂さを晴らすが、お茶くみ、セクハラに耐え兼ね、東京の神山家に帰ってしまう。

### 第3週『雨降って地固まる』
さくらの祖父・功はさくらを諭し、さくらはしぶしぶ高山に戻るが辞職を申し出る。さくらを慕う生徒たちは沢田の授業をボイコット。さくらは辞職を撤回し、二度と職場放棄はしないと誓う。同じ寮に住むさくらと桂木の仲が噂になり、さくらは引っ越しを決意。家庭訪問で訪れた沼田家に下宿する。

### 第4週『住めば都』
さくらが沼田家に引っ越して間もなく、名古屋に嫁いでいた長女・みどりが離婚するつもりで帰ってくる。さくらは夫の信也と会話すべきと主張するが、みどりの決意はゆるがない。さらにみどりの妊娠が発覚。さくらは桂木と名古屋に赴き、あとから来たみどりと信也に話し合いをさせる。みどりは離婚し、一人で子供を産み育てることになった。

### 第5週『昨日の敵は今日の友』
子供の教育問題をめぐって仲の悪い嫁・筆子と姑・たね。中学生の英語スピーチコンテストが開催されることを知り、さくらは生徒に参加を呼びかけるが、尻込みした生徒たちは大介に押し付ける。沼田家では健一が連れてきた商店会の人々と急遽宴会が開かれるが、泥酔した筆子は不満をぶちまける。翌日、筆子は荷物をまとめて家を出ようとするが、夜な夜な出かける健一が浮気しているとの噂が入る。筆子とたねは結束。筆子はさくらと紳士服店の女主人・海原涼子のもとに押し掛けるが、健一は店を宣伝するためインターネットを習っていたことが判明。筆子はへそくりでパソコンを購入。さくらにはお礼に着物を譲る。たねはさくらに筆子は「同士」だと語る。コンテスト参加に反対する沢田に、さくらは必ず大介を入賞させると宣言する。

### 第6週『人は見かけによらぬもの』
大介とスピーチコンテストの練習に励むさくらのもとに商店街の面々が英会話のレッスンに押し掛ける。だがさくらは高熱を出して寝込む。心配した婚約者のロバートが来日。ハンサムで紳士的なロバートに沼田家の女性陣はうっとり。熱が下がったさくらは教職に復帰し、大介とのスピーチコンテストの練習も再開。更に高松も参加表明し、ロバートも指導役に加わる。沢田はいい顔をしないがこっそり差し入れを届ける。コンテストは高松が優勝し、大介が特別賞を受賞。さくらは校長から日本の英語教育では口語より文章体を混ぜた「ジャパニーズイングリッシュ」を教えていると聞かされ、沢田からは英会話と受験英語での苦悩を打ち明けられる。さくらは自分なりのやり方で沢田の授業をサポートすると決める。ロバートは桂木の部屋でMBAの証書を発見して驚く。桂木は東京の証券マンから教師に転じていた。桂木の依頼でロバートはクラスで日本語スピーチを行いハワイに帰国する。

### 第7週『嘘から出たまこと』
竹下教頭が上の空。竹下の妻が学校を訪ね、夫が娘の結婚資金一千万円を使いこんだ上、共済金から借り入れもしていると訴える。「〈俺〉鳴門」で竹下が相場師と一緒にいるのを見かけたさくらと桂木は詐欺にあったと疑うが、竹下は校長の聞き取りに金は返ってくると言う。桂木のクラスで宮崎雅弘の財布盗難事件が発生。高橋智史が目撃した牛丸彰が疑われるが、桂木は彰を信じ不問とする。竹下が信用組合に借金を申し込んだことが発覚。竹下を騙していたのは元教え子の倉持正隆だった。さくらは憤慨するが、校長も桂木も静観する。竹下は高校時代の倉持が野球部の傷害事件の罪を被って停学になったことを語り教え子を信じたいという。それを聞いた倉持は竹下に金を一部返して自首する。雅弘は桂木に失くした財布が家で出てきたと告白。桂木はクラスで謝罪させる。生徒たちは騒然となるが、桂木は彰を信じていた者はいたかと問い、全員が彰に謝罪する。さくらは教師の仕事の重要さを実感する。

### 第8週『縁は異なもの味なもの』
夏休みに入ると、桂木は生徒を東京校へ補習授業に引率する。さくらは東京の祖父の功がぎっくり腰で倒れたとの知らせで上京する。入れ違いに妹のももが沼田家を訪問。さくらは功を介護。飛騨を満喫したももが沢田と上京。ももは母親と絶縁している功を責めたてる。生物学を専攻するももは金魚を熱心に研究。功はもものために古い資料を探してまた腰を痛める。功とももは徐々に打ち解ける。夏季講習を終えた桂木はさくらとももを曙理事長の家に行かせる。姉妹は理事長の部屋で祖母の淑子の写真を発見。曙は淑子と結婚の約束をしていたが戦争に引き裂かれ、淑子はハワイに嫁いでいた。ももは電話で二人に話をさせる。

### 第9週『口と腹はちがうもの』
さくらとももは絶縁している母親の響子と功を仲直りさせようと考え、電話で功が重病だと嘘をつく。響子、淑子、一朗が急ぎ来日するが、あっさり嘘はばれ、二人はますます意固地になる。一朗が挨拶に行っても、功は狸寝入りで無視するが、翌日功の方から頭を下げる。さくらとももは恥ずかしいと渋る淑子を東京見物と言って連れ出し、曙理事長の家を訪問。淑子と曙は58年ぶりの再会を果たし語らう。さくらたちは喜ぶが、一朗は穏やかでない。相変わらず口をきかない響子と功。淑子の提案で、翌日一家は響子と功を残して外出し曙の家にこもる。それでも仲直りしない父娘の様子に一同は帰りを遅らせる。功と響子は二人きりで夕食をとる。さくらは桂木とこっそり様子を見に行き、仲直りしたと思い線香花火を置いていくが、ささいなことから二人は口論になり、さくらが止めに入る。さくらが泣いて飛び出したあと、功は線香花火を見つける。さくらは皆が待つ曙の家で二人を再会させたことを後悔するが、淑子はとことん話し合わせようと言う。一同が帰宅すると、響子と功は線香花火をしながら静かに語らっていた。数日後、松下家は飛騨に向かうが、一朗は功に初めて結婚の挨拶をして「娘を頼む」の答えをもらう。川口も響子に「好きだったが結婚で吹っ切れた」と告白し、響子を送り出す。旅立つ松下家に桂木と曙も帯同する。

### 第10週『親の心子知らず』
飛騨の沼田家を訪れた松下家に、沼田一家は「ふるまい」を行い、謡「若松さま」で歓迎する。翌日飛騨に台風が接近。淑子と曙はあけぼの寮に泊まることになる。沼田家では佳奈子が帰らないと騒ぎになる。翌朝カラオケボックスに閉じ込められていた佳奈子が先輩・田上隆介（演 - 斉藤拓）と帰宅。父親の健一は佳奈子に平手打ちして叱りつけるが、一朗はそれを咎める。だが一朗も朝帰りした淑子と曙にきつくあたり健一から自分と同じだと指摘される。佳奈子と健一は仲直りしたが、一朗は一人で父親の故郷の白川郷へ行ってしまう。翌日の中学登校日にさくら一家も同行。校長室で話していると、白川郷から帰った一朗が合流し、移民だった父親に思いを馳せたと語る。さくら一家は生徒たちと給食を試食。校長の頼みで一朗は生徒たちの前で日本人移民の歴史を話す。淑子はホレホレ節を歌い涙ぐむ。一朗は自分がアメリカ人でも日本の血をひいていることを忘れないとの言葉で話を終える。さくらは教室に亡き祖父武朗の姿を見て驚く。帰宅した淑子は一朗に「武朗と結婚して幸せだった」と語る。沼田家でお盆の法要を済ませた松下一家は帰国。さくらは郡上八幡の実家に帰る桂木に婚約者になってくれと頼まれ仰天する。

### 第11週『嘘も方便』
桂木はしつこくお見合いを勧められるのを防ぐためさくらに婚約者のふりをしてほしいと言う。さくらは怒るが、郡上八幡のお祭りに興味を持ち、沼田家の面々にもすすめられて、桂木の帰省に同行。桂木の実家ではお見合い相手が待っていたが、桂木はさくらを紹介し見合いは中止。桂木の母・諌子はさくらを気に入るが、さくらは気がとがめる。翌日、さくらは諌子に嘘をついていたことを告白し謝罪するが、諌子は引き止める。昨日の見合い相手は桂木が高校時代に交際していた戸田真樹子だった。桂木は真樹子に怪我をさせた負い目があった。さくらは桂木と真樹子を復縁させようと奮闘し、二人を桂木家で再びお見合いさせる。話し合いの末、広告代理店勤務の真樹子は東京に戻る。さくらは浴衣姿で桂木母子と郡上踊りを楽しみ、飛騨に帰る。
新学期が始まるが、生徒たちの間で夜の校舎に幽霊が出ると噂が立つ。さくらは桂木、沢田と夜の校舎を見回り、校長室で女の笑い声を耳にする。

### 第12週『義を見てせざるは勇なきなり』
幽霊の正体は教員の花園まどかと守口武の逢い引きだった。沢田は怒るが中曽根校長は2人を不問にする。学校に沢田の元妻・松本なよ子が訪ねてくる。なよ子は沢田と離婚後、声楽家として大成していた。沢田との復縁が叶わないなよ子はさくらに英語の歌の発音指導を頼む。なよ子は嫁姑問題で1年半前離婚したという。さくらはなよ子と沢田を話し合わせようと2人をあけぼの寮に呼び出すが、沢田は拒絶。校長はさくらに、なよ子は別の男性にプロポーズされているが沢田に心残りがあるらしいと話す。なよ子はあきらめると言うがさくらは納得いかない。なよ子は次の日曜に校長の家で別の男性と結納の予定。校長は重ねて沢田の気持ちを聞くが、沢田はかまわないと言う。結納の日、「〈俺〉鳴門」に集まった沢田とさくらたちの前になよ子が顔を出し、沢田に結婚指輪を返す。さくらたちに背中を押され、沢田は校長の家に走り、もう一度話し合いたいと申し出る。実はなよ子は結納を断っており、2人は復縁に向けて踏み出す。守口と花園は婚約。さくらは来日直前、ロバートにプロポーズされてすぐイエスと答えたことを「自分の心の声に従ったか」と自問自答する。

### 第13週『とらぬ狸の皮算用』
筆子の小説が岐阜県ふるさと文学賞最優秀賞に選ばれ、地元新聞社が突然取材に来る。記事が出ると筆子に取材が殺到。さらに東京の文芸誌から書き下ろし原稿60枚の依頼が来る。たねは家族をモデルにしないこと、仕事をおろそかにしないことを条件に執筆を許可。筆子は「朝比奈薫子」のペンネームで新作小説を書き始めるが、健一は不機嫌。さくらの提案で沼田一家は家事を当番制にする。だが筆子はアイデアが出ず、さくらをモデルにしたいと生い立ちや恋愛経験を聞き出す。ロバートの東京出張にあわせて、さくらは上京。神山家でロバートと話し合ったさくらは結婚への迷いが吹っ切れる。突然筆子が失踪。飛騨に戻ったさくらは「〈俺〉鳴門」で泥酔した筆子を発見。筆子は締切を延ばしても全く書けないと嘆く。たねは、若い頃ろうけつ染めのプロになろうとして挫折した経験から筆子を応援したと慰める。筆子は小説を辞めて賞金を家族に配り、主婦に戻る。臨月のみどりは沼田家で自宅出産すると宣言する。

### 第14週『案ずるより産むが易し』
みどりは自分を取り上げた助産師の野本トキを頼み自宅出産に備えるが、たねは心配する。元夫の鮎沢信也は復縁したいと手紙を送り続けていた。中学でゲーム「殺人ミッション」が流行り教員たちは指導に悩む。さくらは桂木に頼み保健体育で出産の授業をしてもらうが、生徒たちはふざけるばかりでさくらは失望する。筆子は賞金の残りで温泉旅行を計画。週末、健一・筆子・孫作・たねは店を休んで旅行、佳奈子は合宿、省一は出張。沼田家はみどり・さくら・大介・拓也が残されるが、予定日より早くみどりが産気づく。さくらは奔走するが、鮎沢が顔を出した途端陣痛はおさまり、みどりは怒って鮎沢を追い出す。翌日再び陣痛が始まりトキが呼ばれる。偶然沼田家に来た桂木と大介の友人たちも泊まり込みで出産を待つ。みどりは鮎沢の立ち合いで女児を出産。帰宅した筆子たちは驚き喜ぶ。みどりと鮎沢は世話になったさくらの名をとって娘に「さくら」と命名。東京の神山夫妻と川口が出産祝いに沼田家を訪問。功は川口の再婚相手にみどりを考える。大介たちはゲームから卒業する。

### 第15週『苦は楽の種』
川口とみどりはまんざらでもない様子。中学の文化祭で2年C組はハワイフェスに決定。さくらはフラダンスを教えるが、竹内教頭はC組の模擬試験の成績が下がったのを理由にC組の文化祭参加を禁止する。桂木は次の模擬試験で平均点を5点上げれば文化祭参加できるよう交渉。各科目の補習授業が始まるが、成績の悪い竹内遼平・大久保潤・牛丸彰は試験を病欠して平均点を上げることを目論む。それを大介から聞いた桂木は悩み、さくらは受験システムに疑問を持つが、校長は曙理事長が「苦は楽の種」の意で進学校を作ったと説明。桂木は生徒たちに元中学教師の母親がテストの平均点を上げるため一部の生徒を欠席させたのを未だに悔やんでいると話す。試験当日、彰・潤・遼平は試験開始ギリギリに登校。全員受験は叶ったものの平均点は届かなかった。職員室では生徒の努力を認めるべきとする教員と反対する教頭が紛糾。沢田が英語の出題ミスを発見し、平均点が繰り上がったことでC組の文化祭参加が認められる。

### 第16週『合わぬ蓋あれば合う蓋あり』
文化祭の準備が進む中、さくらと桂木の仲が噂になる。省一は桂木にさくらとの仲を、養護教諭の勅使河原容子はさくらに桂木との仲を取り持ってくれるよう頼む。4人で食事会になるが、さくらと桂木がしょっちゅうつるんでいることがばれ、微妙な雰囲気になる。沼田家にロバートの父マイケル・ホフマンが来る。ロバートも高山のホテル建設のため来日。文化祭の練習を見学したホフマンは生のハワイアンバンドを手配する。文化祭当日、生徒はフラダンスの他、ホフマンを司祭役にして桂木とさくらのハワイアンウェディングを行い盛況となる。その夜の打ち上げでロバートはさくらに婚約指輪を渡し正式に婚約する。周囲に祝福されるさくらだが、ニューヨークに移住したあとのことを考えられず、ロバートと口論になる。夏子に「ぶつかるのを怖がらないで」とアドバイスされ、さくらは吹っ切れる。ロバートがさくらにホテル建設のため「〈俺〉鳴門」の立ち退きが必要と連絡してくる。

### 第17週『あちら立てればこちらが立たぬ』
さくらはレオナルドに立ち退きのことを言い出せず桂木に相談するが答えは出ない。沼田家では孫作が「三寺（さんてら）まいり」の大ろうそく作りに入り、家族全員が気を遣う。「〈俺〉鳴門」で10周年祝いが開かれるが、地主の大江から立ち退き通知が届く。イボンヌたちは書類にロバートの名前を見つけて騒然。板挟みになったさくらだが、地主の嫌がらせに憤慨し、立ち退き反対派につく。さくらは地主を説得するが、翌日ロバートが来店し、レオナルドに立ち退きと引き換えにホテルに出店することを優遇するというが、レオナルドは拒否し、さくらは悩む。大ろうそく作りを終えた孫作が「〈俺〉鳴門」に来店。そこへロバートが高額小切手でレオナルドと交渉するが、孫作が激怒して倒れる。

### 第18週『運は天にあり』
孫作は過労と診断され、入院を勧められるが拒否。さくらとロバートはお互い変わったと口論になる。立ち退き反対はレオナルドだけになり、夏子も憔悴。地主の大江は東京の息子が人身事故で賠償金を請求され、土地を売るしかないとレオナルドに泣きつく。翌日、レオナルドと夏子は立ち退きを決意。契約の日、ロバートとレオナルドの前にベンたちが大江を連れてきて息子の事故の話は全て嘘だと暴露。だが疲れきったレオナルドは立ち退き契約に判を押す。その後の閉店パーティで、レオナルドと夏子はホテル出店を取り止め高山を去ると発表。さくらとロバートの仲はギクシャクする。孫作は床に着いたままで残りの大ろうそくが作れない。筆子に後押しされ、健一が大ろうそくを完成させ、孫作にも認められる。さくらは沼田一家と喜ぶが、ロバートは桂木に「さくらが日本人になってしまった」と密かに語る。ロバートの尽力でホテルの建設地が変わり、立ち退き問題も解消。ロバートはさくらにクリスマスに再来日すると約束する。

### 第19週『明日は明日の風が吹く』
さくらは初めての雪と沼田家のクリスマスイブのパーティを楽しむ。翌日、さくらは来日したロバートと「〈俺〉鳴門」で会うが、婚約解消を告げられる。沼田家や桂木は心配するが、さくらは明るく振る舞う。さくらは年末年始を東京の神山家で過ごす。そこでも明るく振る舞うさくらだが、眠れず千羽鶴を大量に折っていたのを見つかる。功から「自分に嘘をついてはいけない。気持ちを吐き出せ」と言われたさくらは、悲しみを打ち明け号泣する。

### 第20週『良薬口に苦し』
はまは、心の傷が癒えず放心状態のさくらに付き添い沼田家に送り届ける。教員の登校日にさくらは廊下で倒れ、家で寝たきりになる。新学期になっても出勤できないさくらを見舞いに来た桂木は、さくらの寝顔を見て思わず手で触れ、以来さくらを意識して沼田家に行けなくなる。教員たちはさくらを慰めるため、沢田を見舞いに行かせる。沢田が自らの失恋体験を語ると、さくらは体も心も言うことをきかないと涙ぐむ。沢田は桂木がさくらの元に行かない理由を察し、桂木に「苦しんでいるのを見過ごすな」と忠告する。桂木はさくらがロバートへのクリスマスプレゼントに用意したシャツを着て現れ、さくらにロバートとの思い出を全部思い出す荒療治を行う。翌日、さくらは祖父の故郷・白川郷を訪ねる。ようやく吹っ切れたさくらは学校に復帰。数日後、さくらは着物姿で桂木を三寺まいりに誘う。さくらと出掛けた桂木は突然さくらを抱き締める。

### 第21週『恋は思案のほか』
我に返ったさくらはあわてて逃げ出す。翌日、桂木もさくらもぎこちない。沼田家の女性陣に相談したさくらは桂木に恋をささやかれる夢を見るようになり、彼への好意を自覚する。だが桂木から「なかったことにしてほしい」と懇願され、さくらは憮然とする。さくらは学校や周囲から日本滞在を1年延期するよう依頼される。その後さくらと桂木は仲直りするが、一朗は3月末でハワイに帰るようさくらに命じる。

### 第22週『遠くて近きは男女の仲』
「ハワイ日系移民研究所」の責任者に内定した一朗はさくらを助手にしたいと言う。迷うさくらは生徒たちから帰らないでと懇願され日本滞在を決意するが、一朗から主任研究員に迎えるとの知らせが届く。さくらは桂木に相談するがそっけない。桂木に引き留められたいさくらは桂木に告白しようとするが、一朗からのEメールで日本とハワイの架け橋になろうと思い、ハワイ帰国を決めるが桂木から「日本に残ってくれ」と引き留められる。ついに心通じあった二人だが、一朗が来日。一朗は桂木に「さくらに架け橋になるチャンスを与えてほしい。それでも残したいなら諦める」と伝えて帰国。悩む桂木の元へ、結婚が決まった真樹子が訪れる。桂木はさくらに、真樹子と結婚すると嘘をつく。

### 第23週『鳴かぬ蛍が身を焦がす』
真樹子がさくらを訪ねると、さくらは自分を帰らせるための桂木の嘘と見抜いていた。さくらは電話で桂木の本心をただすが、桂木は帰ったほうがいいと繰り返す。ついにさくらはハワイ帰国を決定。さくらは晴れ晴れとした気持ちでいたが、沢田や沼田家の女性陣は納得できない。大介はさくらたちの応援で通学電車で出会った篠崎えりかにラブレターを渡し交換日記や勉強会を始めて成績が上がり筆子を喜ばせる。勅使河原は桂木に告白するが、桂木は好きな人を忘れられないと断る。東京から来た川口がみどりに結婚前提の交際を申し込むが、みどりは返事を保留し文通することにした。さくらのことが孫作に知れると、孫作は桂木を呼び出し真意を問い質す。大介はえりかが4月からイギリスに引っ越すと落ち込み成績が下がる。大介はえりかと距離を置くが、さくらと桂木の仲介で引っ越しまで毎日会うこと、離れても文通することになった。曙理事長のEメールでハワイの松下家にもさくらの事情が伝わると、淑子がももを沼田家に行かせる。

### 第24週『武士は食わねど高楊枝』
ももはさくらと桂木を復縁させようと奔走するがうまくいかない。桂木が顧問を勤めるバスケ部の練習中に部員が怪我する事件が発生。練習に立ち会っていなかった桂木を保護者たちは責め立て、PTA総会では桂木をクラス担任からはずす意見が出る。自信をなくした桂木は辞表を提出。C組生徒たちや校長から桂木を説得するよう頼まれたさくらは、桂木に辞職するなら自分もハワイ研究員をやめると宣言。C組生徒たちは署名を集めてくる。桂木は辞表を撤回。さくらはもう一度桂木に素直にぶつかってみようと決めてももとみどりが用意したかつらや女らしい服で桂木の食事会に行く。さくらに気づかない桂木はさくらをハワイ日系移民の象徴でありいい仕事をしてほしい、個人の気持ちは封じると語る。それを聞いたさくらは改めてハワイ帰国を決意する。

### 第25週『会うは別れの始めなり』
さくら帰国まで10日。荷造りをするさくらを沼田家は寂しく思う。ハワイの松下家を曙理事長が訪問。曙は淑子にプロポーズするが、淑子はきっぱり断る。帰国した曙から淑子の花嫁姿を夢見て戦争を乗り切ったと聞いたさくらは、曙と淑子の形だけの結婚式を思い付く。一朗も二人の戦後が終わるならと賛成する。教員たちはさくらに別れのプレゼントを贈り、沢田はなよ子との再婚する予定と報告する。C組でのお別れ会の最後にさくらは「仰げば尊し」を歌う。日本を去る前日、沼田家の面々もさくらと別れを惜しむ。大介はこっそり自作の和ろうそくを渡し8代目になる決意を打ち明ける。翌日、さくらは中学に最後の挨拶に行く。桂木はさくらにペンダント型時計を贈る。生徒たちの「仰げば尊し」に送られさくらは飛騨を旅立つ。

### 第26週『かわいい子には旅をさせよ』
さくらは帰国前、東京の神山家に泊まる。桂木のもとにさくらから「あなたこそが日本」と書かれた手紙が届く。中曽根校長は、曙理事長が学校を中曽根に譲ってハワイに移住する予定であることを語り、「融通無碍であれ」と桂木に説く。翌日、桂木は上京して神山家に飛び込むが、さくらは帰国したあとだった。一年ぶりにハワイに戻ったさくらは、ロバートにも再会し、「いずれ彼（桂木）と愛し合うことになる」と言われる。数日後、曙が結婚パーティのためにハワイに到着し淑子に移住することを打ち明ける。松下家は曙を歓迎し、一朗は近所の空き家を紹介する。パーティ当日、さくらは東京のはまの電話で桂木が行き違いで訪ねてきたと聞き落ち着かなくなる。松下家とロバートだけの結婚パーティの最中、桂木が駆け込んでくる。桂木は「俺だけのためにそばにいてほしい。日本で待ってる」と叫び帰ってしまう。ももはさくらが桂木にもらった時計が日本時間のままだと言い、家族はさくらの気持ちを察するが、センター開所を控えた一朗は気が気でない。ももと淑子に説得され、功にも相談した一朗はさくらの日本行きを許すが、さくらは一朗宛ての手紙を残して夜中に日本へ旅立っていた。飛騨に戻ったさくらは古川祭（毎年4月19・20日に開催）の夜に桂木と再会し抱き合う。翌日、さくらは下宿先の沼田家からあけぼの中学に出勤し、桂木と生徒たちから出迎えを受ける。

## 登場人物

### 松下家（ハワイ・ホノルル）
松下さくら（エリザベス・さくら・松下）
演 - 高野志穂（月曜日冒頭の前週までのあらすじ説明のナレーションも担当）
本作のヒロイン。ハワイ生まれの日系4世。1977年8月17日生まれ。
来日してあけぼの中学校へ英語指導助手として赴任し、自身のクラスである2年C組の沼田大介の自宅に下宿。そこからあけぼの中学校へ通勤していた。
祖父に教えられた「おかめひょっとこ」踊りが得意。極度の方向音痴で、住所が書かれた紙や地図を持っていても道に迷ってしまう。
C組担任の桂木とはたびたび喧嘩するが、何かと頼りにはしている。人間関係のトラブルに出会うと首を突っ込み「よく話し合う」ことを呼びかける。
来日前、勢いで婚約したロバートに対し、信頼を置いている反面、結婚については気持ちが揺れ動いている。クリスマスに婚約解消を告げられて放心状態になり、年が明けても仕事に行けず寝込んでいたが、桂木の荒療治で無事に復帰。
一朗から日系移民研究所の研究員の仕事を紹介され、ハワイに帰国を考える。1月にはC組の生徒に、3月に帰国することを伝えた。
一年の任期を終えてハワイで日系移民研究所の職に就くため帰国したが、桂木の告白をきっかけに再び来日して教師を続ける。
松下武朗（ジェームス・武朗・松下）
演 - 大滝秀治（語り兼任）
さくらの父方の祖父。物語開始時点では既に故人（さくらが来日してあけぼの中学校のALTとなる2年前に病で亡くなった）。1918年生まれの日系2世であり、先祖は飛騨白川郷の出身。ハワイで生まれ育ったが、6歳から12歳の頃までは日本で過ごしていた。
東京の神山家のシーンでは、庭に置かれているたぬきの置物が映るたびに武朗のナレーションが流れる。
第10週の一朗のスピーチの最中、生前の姿で教室に登場するが、さくらにしか気づかれなかった。
松下淑子
演 - 津島恵子（回想では浅井江理名）
さくらの父方の祖母。1924年2月6日生まれ。日本の飛騨高山で生まれ育ち、ハワイに住む日系2世の武朗と結婚してハワイへ移住した。
10代の頃にはあけぼの中学校の理事長である曙大作の恋人であって婚約者でもあったが、太平洋戦争で生き別れとなっていた（大作はあけぼの中学校の理事長を辞職してから自身を追ってホノルルへ移住してきた）。
さくらとももの策略で、功が重病と聞き久しぶりに帰国し、曙と再会する。その後飛騨高山を曙と観光中に台風で帰れなくなり、あけぼの寮に泊まって朝帰りしたことで息子の一朗の不興を買う。あけぼの中学の一朗のスピーチではホレホレ節を歌い涙ぐんだ。
ハワイに移住する曙と形だけの結婚パーティを行い、家族に祝福される。
松下一朗（アンソニー・一朗・松下）
演 - 寺泉憲
さくらの父。武朗と淑子の長男。職業は高校教師。日系3世。1951年10月8日生まれ。
響子は大学時代に卒業旅行でハワイを訪れており、その時に彼女と知り合って恋に落ちて結婚。
さくらとももからの電話で功が重病だと知り、急遽響子と淑子と来日。妻の父親である功に初めて結婚の挨拶をした。母親の淑子が曙理事長と会うのは気が進まない態度だったが、父親の故郷である白川郷を一人旅したことで、日本人の血を引いていることに誇りを持ち帰国した。
ハワイ日系移民研究所の責任者となり、娘のさくらを研究員として迎えるつもりだったが、桂木と仕事の間で揺れるさくらを見て、電話で功に響子と結婚したときの気持ちを聞き、「親はこどもの幸せを喜ぶだけ、自分の気持ちも貫けばよい」と助言される。
松下響子
演 - 太田裕美
さくらの母。旧姓は神山。1955年1月20日生まれ。日本で生まれ育ち、実家は東京都江戸川区の神山養魚場。一人っ子。
ウクレレ店で働いている。
大学時代に卒業旅行でハワイを訪れた際に、一朗と知り合い、父・功の許しを得ないまま家出同然で24年前にハワイで結婚して以来日本には一度も帰っていない。10年前に母・はまが一人でハワイに来た時に会っており、普段からはまと電話のやりとりはしている。父親の功とは折り合いが悪くなっていたが、のちに和解する。
松下もも（ステファニー・もも・松下）
演 - 板倉香
さくらの妹。1980年7月30日生まれ。大学で生物学を学んでいる。
誰に対してもタメ口で話す。マイペースで思いついたらすぐ行動する。人懐こく、率直に意見を口にする。酒は飲める口である。
欲しかったブレスレットがあり、日本へ行くさくらからプレゼントしてもらい喜ぶ。
夏休みに自宅の冷蔵庫に「さくらに会いに日本に行くね！」と手紙を貼って、アルバイト代で来日。さくらと入れ違いに古川町の沼田家に押しかけ、挨拶で沼田健一や省一の頬にキスをして、周囲を困惑させる。真面目な沢田を「可愛い」と言い付きまとう。
東京の神山家では、母親と絶縁状態の功を責め立て、一時険悪になったが、生物学のレポートで神山の金魚を調べるうち、功と打ち解ける。祖母と母親の問題を解決しようとして、功が重病であると嘘をついて家族を日本に呼び出すことを思いつき、成功させる。
さくらと桂木の仲を知ると再び来日して復縁させようとした。あけぼの中学校に乗り込んで、中曽根や沢田にも協力を求めるが、中曽根からは「助言はできるが手を貸すことはできない」と断られる。
日本に留学を考えている。
ロバート・ホフマン
演 - セイン・カミュ
大手の観光開発会社に勤めるエリートでさくらの恋人であり、婚約者。通称は「ロビー」。
アメリカ・カリフォルニア生まれ。子供のころ8年間（8歳から16歳まで）日本で暮らしていたことがあり、日本語が堪能。さくらとは「日本語をブラッシュアップするため」という理由で日本語で会話している。
ニューヨーク転勤が決まりさくらにプロポーズして一緒にニューヨークに行こうとしたが、プロポーズを受け入れたさくらを理解し、日本に送り出した。日本にいるさくらとEメールでやりとりしている。
さくらが高熱で寝込んだ時は心配してハワイから駆けつけた。滞在中は桂木が住む「あけぼの寮」で過ごす。
昔かたぎの孫作から快く思われていなかったが、大介の英語スピーチコンテストの特訓コーチを申し出たり、沼田家や近隣の人々に英語教室を行う。帰国前には孫作からは「大介がお世話になった」と土産でろうそくを渡される。
桂木の部屋でMBAの修了書を見つけて驚き、ひそかに「サムライ」と評した。帰国前、さくらにニューヨーク行きが中止になったと伝えている。
クリスマスに来日するとさくらに婚約指輪を返すよう求め、「君は日本で輝いているように見えて、僕から遠ざかっている」「君には君の道がある」という理由で婚約解消を告げる。
ハワイに帰国したさくらと友人として再会し、淑子と曙の結婚パーティにも出席した。
マイケル・ホフマン
演 - マーティ・キーナート
ロバートの父。息子のロバートがさくらと結婚することを楽しみにしていた。ロバートとは違って得意な日本語は関西弁であり、そのため関西弁で話す（かつて貿易の仕事をしていたためそこで関西弁を覚え、そのため関西弁が好きになって関西弁で話すようになった）。ハワイのことを冗談で"ハワチ"と言ったりするなどお茶目な一面もある。

### 神山家（東京・神山養魚場）
神山功
演 - 小林亜星
さくらの母方の祖父。神山養魚場の場長。毎朝天突き体操をするのが日課。
頑固親父で、素直になれない性分。一人娘の響子が宝のような存在だったため、ハワイに行ってしまった時はショックも大きかった。元々、響子を従業員の川口と再婚させるつもりでいたが、響子がハワイに住む日系アメリカ人の一朗と結婚してから絶縁状態になっていた。結婚後に一切響子が日本に帰って来ないことを気にしているが、素直になれずに口には出さない。
人に対してぶっきらぼうに接することがあるが、時にはきちんとさくらを叱る。さくらからの電話に対応するはまの近くで聞き耳を立て、孫の様子を気にしている。
夏休みの時期にぎっくり腰になったときには、さくらと来日中のももが駆け付け、神山家にやってきた桂木のマッサージで調子が良くなったらしく、非常に気に入っていた。
さくらとももの策略で半ば強引に娘の響子と再会。当初は響子を気に入らない態度だったが、和解後はハワイから送ったアロハシャツを着てはしゃぎ、さくらには電話で「ハワイに行ったときは案内してくれ」と上機嫌で話していた。
川口良彦からは「おやっさん」と呼ばれている。
沼田家を訪問した際はみどりを川口の結婚相手にと考えていた。
さくら帰国後、訪ねた桂木に「さくらの答えを尊重してやってほしい」と頭を下げる。
神山はま
演 - 中村メイコ
さくらの母方の祖母。明るくハイカラで若々しい雰囲気である。功とは口喧嘩ばかりしているが、夫婦仲は良い。
功と違い、娘・響子との仲は良好でたびたび連絡を取り合っている。10年前にハワイを訪ねたこともあり、さくら・ももとは面識があった。功と響子の不仲を憂いている。
来日したさくらとももを可愛がり、淑子と曙の再会や功と響子の和解作戦に協力した。
川口良彦からは「おかみさん」と呼ばれている。
川口良彦
演 - 新井康弘
神山養魚場の従業員。離婚歴がある。口下手と自認している。真面目。
響子が実家にいた頃は兄のように慕われていた。功は川口を響子の夫にさせたがっていた。久しぶりに帰国した響子に「好きだったが結婚で吹っ切れた」と告白している。
金魚の買い付けで愛知県弥富町に行った後、岐阜県古川町に暮らす沼田家へ立ち寄る。みどりの息子・拓也に金魚をプレゼントし、拓也から好かれている。
「お願いしたいこと」として、みどりに全く了解を得ていなかったが、さくらや沼田家の前でみどりへ結婚を前提とした交際を申し込む。孫作とたねには釣書を、みどりには手紙を渡した。翌日東京へ帰る前にもう一度、返事を伺うために沼田家へ寄ると話して、足早に去った。
みどりへの手紙は便箋20枚に渡り、響子たち神山家のこと、義理人情や、一度結婚したことなど事細かい内容であった。自身は地位や名誉を望む欲はないこと、向上心はないが誠意だけは確かなものを持っていると綴っている。
子供は好きだが、みどりの手紙に「（みどりが）もし心配なら自分の子供はいらない」とも綴っていた。
翌日みどりからは結婚は考えていないことや、第2子を産んでそれ程日が経っていないため、交際の申し込みに戸惑った正直な気持ちを聞いて謝罪した。しかし保留にして少し延ばして欲しいと言われると、「待ちます。待たせて貰います。これまでずっと待って来たんです。これまでピンと来る相手を。1年2年待つぐらい何てことありませんから」と言い、保留期間中に文通をしてほしいと提案して始める。

### 東京の人々
女性記者
演 - 小野真弓
神山養魚場を取材する。
校長
演 - 左右田恒夫

### 沼田ろうそく店（さくらの下宿先、古川町）
主人公の下宿先が和蝋燭店という設定だったため、古川町（現・飛騨市）にある店には注文が殺到し、観光客も増加した。2002年の古川町を訪れた観光客数は、前年比54万2千人（82.1 %）増（2001年：66万人→2002年：120万2千人）となった。
沼田孫作
演 - 奥村公延
沼田ろうそく店の6代目店主。健一の父で、大介の祖父。ろうそく作りの仕事を長年続けているベテランのろうそく職人であり、沼田ろうそく店の6代目を継いでから長年ずっと経営してきた。
普段は温厚だが、根はとても短気で頑固一徹なろうそく職人であり、長男で沼田ろうそく店の7代目店主となる健一をなかなか一人前のろうそく職人だと認めず、そして更には夫と不仲になって実家に戻って来たみどりを快く思っていない。しかしみどりが子供を妊娠していることを知り「うちで産め」と話す。
下宿するさくらを娘のように思っており、日本人と結婚することを望んでいる。婚約者のロバートが来日したときは、さくらや沼田家の人々と馴れ馴れしく会話する様子を見て不機嫌になったが、ロバートが日本を去る際に「大介がお世話になったな」と作成したろうそくを土産で渡した。
三寺まいりの大ろうそくを作るときは、息子の健一も仕事場に入れず、寝食を忘れてろうそく作りに没頭する。
川口良彦が沼田家を訪問した際は歓迎の姿勢を表していたが、みどりとの交際の話になると驚いて、身動きが取れなくなった。
さくらや桂木のことを気にかけており、沼田家の女性陣が台所で2人の話をしている所に声をかける。付き合っているのに、さくらのことを考えて別れようとしていることを家族会議で事情を知る。「今時おらんぜな。桂木先生のような男は」と話した。桂木を沼田家に呼ぶよう女性陣に頼む。「本当にそれでいいのか答えてもらいたい」と桂木に尋ねた。
沼田たね
演 - 佐々木すみ江
孫作の妻で、大介の祖母。嫁の筆子とは折り合いが悪く、いつも喧嘩ばかりしている。
気難しそうな性格だが、息子の健一の浮気疑惑では筆子と共闘し、さくら一家が訪ねてきたときは家に泊めるなど柔軟な考えの持ち主。
沼田健一
演 - 河西健司
孫作とたねの息子で、大介の父。沼田ろうそく店を営む孫作の長男として生まれ、将来は沼田ろうそく店の7代目を継ぐためにろうそく作りの修業に励むが、父の孫作からはまだ一人前のろうそく職人だと認められていない。お調子者。
家のことは筆子に任せ、商工会や寄り合いと称して、外出ばかりして筆子に浮気を疑われ、女性の店に乗り込まれるが、店のホームページ作りのためにインターネットをこっそり習っていただけだった。
佳奈子の無断外泊事件では激怒するが、携帯電話が故障したためと知ると新しい携帯電話を買って筆子を通じて渡した。
作業中過労で倒れた孫作に代わり、三寺まいりの大ろうそくを仕上げた。
沼田筆子
演 - 浅田美代子
健一の妻で、大介の母。さくらの相談役。姑のたねとは折り合いが悪く、いつも喧嘩ばかりしている。
進学校に入った大介の成績を気にしている。
普段は自分の気持ちを抑えてしまう。酒癖が悪く、泥酔して普段言えない本音をぶちまけたことがある。
沼田家に人が訪問すると、孫作、たね、健一が「うちに泊まりなさいよ」と気軽に言うと、苦々しい顔をする。
旧家に嫁いだ女性を主人公にした小説で文学賞を受賞するが、第2作が書けず小説家をきっぱりあきらめ、短歌の勉強を始める。
沼田省一
演 - 飯泉征貴
健一と筆子の長男で、大介の兄。23歳。
沼田家の長男でありながら実家のろうそく店を継ぐ気はなく、役所で働いている（もし自身が実家のろうそく店を継ぐ事となればその8代目となる）。
さくらのことをあきらめておらず、桂木に仲をとりもってもらおうとした。さくらに片想いするが、あえなく玉砕してしまう。
沼田佳奈子
演 - 長澤まさみ
健一と筆子の長女。省一の妹、大介の姉。高校生。
沼田大介
演 - 江成正元
健一と筆子の次男で、省一と佳奈子の弟。さくらと桂木が受け持つ2年C組の生徒。地元の公立中学校へは行かずにあけぼの中学校へ行き、そこでさくらと出会った。
さくらが募集した英語スピーチコンテストにクラスメイトから押し付けられ、しぶしぶ出場する。コンテスト前夜に弱音を吐くが、孫作から「恥をかくことを怖がるな」と励まされる。出場した『第12回岐阜県中学校英語スピーチコンテスト』で実家のろうそく店について話し、特別賞を受賞した。
篠崎えりかと交際している。3学期が終わった春に父の仕事の関係でイギリスに行くことが決まり、落ち込む。
さくらが飛騨を去る前日、実家の沼田ろうそく店の8代目を継ぐ決意をこっそり打ち明ける。
沼田（鮎沢）みどり
演 - 熊谷真実
健一の妹。1964年5月5日生まれ。元銀行員（古川支店に勤務）。夫と不仲になって、妊娠中にもかかわらず拓也を連れて沼田家に戻ってくる。
古川町に嫌気が差し、逃げ出したくてたまらなかった時に名古屋の銀行に勤めていた信也との縁談に飛びつく。周りの反対を押し切って信也と結婚して名古屋で暮らす。
結婚してしばらくすると信也と合わないと思うようになる。姑とも上手くいかなくなり、もう別れようかと思った時に第1子の拓也が生まれてマンションに移る。
一人で生きていくと決めて、後に信也と話し合い離婚。離婚後は同級生が経営する店で働く。
10月に古川町の自宅で、第2子の長女・さくらを出産する。
東京から来た川口に「結婚を前提とした交際」を申し込まれ、手紙を渡される。便箋20枚で「超大作」「口下手か何か知らんけど、文章は得意みたいやな」とさくらに話す。
自分の出した答えに誠実にいたいと話すと、さくらから「そんなのはナンセンス。一生一人でいる気はないでしょ。無理しすぎていると思うんですよね。本音と建前を分けたり、痩せ我慢をしたり」「誠実にって言うのなら、自分の心にこそ誠実になって下さい。その上で答えを出して下さい。一番気持ちに近い答えを」とアドバイスを受ける。
手紙を貰った翌日にさくらも同伴で、「結婚する気はありません」と返事をする。第2子を産んでからそれほど日が経ってない時期だったので、交際の申し込みに戸惑う気持ちが強かったことを川口に話した。しかし半分は嬉しい気持ちもあり、結婚なんて有難いと感謝した。返事は保留にして少し延ばして欲しいと伝えると、川口からの提案で文通を始めることになった。
さくらが飛騨を立つ前夜、「仕事が早いから見送りできない」とさくらの部屋を訪ね別れを惜しんだ。
鮎沢信也
演 - 斎藤洋介
銀行員。みどりの夫。1957年4月29日生まれ。名古屋のマンションで暮らしている。
家を出て行ったみどりと拓也の様子を見に古川町の沼田家の前までやって来るが、さくらに不審者と勘違いされる。
孫作からみどりを連れて帰ってくれと頼まれるが、しばらくみどりをここに置いてやって欲しいと話す。後に性格の不一致が理由で離婚する。
その後も復縁を望んで手紙を書き続け、沼田家を訪ねた際、みどりの自宅出産に立ち会った。
沼田さくら
演 - 諏訪汐香
信也・みどりの長女（第2子）。沼田家（自宅出産）で10月に誕生する。松下さくらから名前を貰っている。
沼田（鮎沢）拓也
演 - 阿部修也
信也・みどりの長男（第1子）。名古屋で暮らしていたが、みどりと一緒に岐阜県の沼田家に引っ越す。
東京から金魚の買い付けでやってきた川口良彦が、沼田家を訪問した日に金魚を2匹プレゼントされる。

### あけぼの中学校（さくらの赴任先、飛騨高山）
私立の男子校という設定。なお、舞台となった地域では実際には私立中学校は存在しない。
桂木慶介
演 - 小澤征悦
体育教師であり、2年C組の担任。快活な性格で生徒から慕われる人気教師。「あけぼの寮」で暮らす。バスケットボール部の顧問。
岐阜県八幡町出身。
ハワイから来日してあけぼの中学校に英語指導助手として赴任してきたさくらと共に2年C組を受け持つ事となった。何かとさくらの面倒を見るはめになり、そのたび口論になるが、周囲からはお似合いだと思われている。
アメリカ・オークランドの大学に留学経験があり、MBAを取得している。
東京の証券会社に勤めていたが、コンピュータ相手の仕事がつまらなくて退職。日本の大学に入り直し、教員免許を取得。東京で教師の仕事をしていた。
民間療法に詳しく、さくらの祖父・功のぎっくり腰をマッサージで治したり、高熱を出したさくらに薬は飲まないようアドバイスする。
ロバートからさくらとの婚約解消を打ち明けられ、英語で食ってかかったが、ロバートからさくらを頼むと頭を下げられる。
やがてさくらを思う気持ちに気づくが、それを押し殺しさくらの帰国を後押しする。
あけぼの中学校を辞めようと思ったが、学校やさくらからの署名が書かれたノートをC組の生徒から渡される。そして生徒やさくらから「辞めないで下さい」と頭を下げられる。中曽根に事情を説明して、辞表を返して貰う。
沢田純一郎
演 - 野口五郎
英語教師であり、2年A組の担任。生徒の成績と進学しか頭に無い。実は英会話が苦手。喫煙者。
さくらがあけぼの中学校に来た当初は、毛嫌いする態度を見せているが、何かと振り回される。
大介がスピーチコンテストに出場するのをきっかけに考えを改めていく。
離婚歴があり、前妻は声楽家の松本なよ子。
桂木とさくらが、生徒の前でロバートのスピーチを聞かせたいと竹下に交渉するが、返事を渋る姿を見て、授業を1時間飛ばす提案をした。
岐阜県にやって来たさくらの妹・ももに気に入られ振り回される。お節介な性格で、古川町から東京の神山家にももを案内している。
さくらと桂木の仲を知ると、桂木にアドバイスしたりお節介を焼いている。
さくらの帰国前、なよ子と6月に再婚するとこっそり報告し、別れのプレゼントに自分となよ子の写真をプリントしたマグカップを贈る。さくらからは発音テープつきの英和辞典を贈られるが、真面目にテープで発音練習に励む。C組のお別れ会の英語劇「白雪姫」を監修したが、さくらは発音がおかしいけど嬉しいと感想を漏らした。
竹下徹
演 - 笹野高史
教頭。数学教師。
かつてはいろいろな私立中学校で生徒達に数学を教えてきた。
次期校長の座を狙っているため、中曽根校長におもねってばかりいるが、生徒に対する責任感は厚い。
妻と23歳の娘がいる。
中曽根によると、一本気でナイーブなところがあるという。
桂木、さくらからロバートに生徒の前でスピーチしてもらいたいと交渉された時は理由をつけて渋っていたが、中曽根に諭される。
豆腐料理「〈俺〉鳴門」に来て若い男と2人で小豆相場について話しているのを、さくらや桂木たちに目撃される。その後娘の結婚資金1000万円に手をつけ、学校の共済にも借入をしていることを、妻が中曽根に相談。金銭トラブルを抱えてることが明らかになったが、中曽根にも真実を話さない。のちに元教え子・倉持正隆が野球部傷害事件の罪を被って停学になったことに負い目があり、彼の持ちかけた投資話を「信じたい」と思う気持ちから金をつぎこんでいたことをさくらと桂木に告白、話を聞いた倉持が自首したが、一連の出来事はさくらに教師という仕事に深い感銘を与えた。
中曽根正晴
演 - 江守徹
あけぼの中学校の校長。英語教師。さくらの良き理解者。
私立中学校の英語教師であり、かつてはいろいろな私立中学校で生徒達に英語を教えてきた。そして今はあけぼの中学校の校長であり、しかももう時期定年を迎えようとしている。
竹下の金銭問題が発覚するが他人が介入できないとしながらも、事情を知る桂木に「僕の方も気をつけてみるけどね。君の方もそれとなく。頼みますよ」と信頼を寄せる。

沢田となよ子の問題が起こった際は、自宅に皆を招いて得意の料理をふるまった。
花園まどか
演 - 鍵本景子
理科教師。学校の机にはぬいぐるみを並べている。
守口と婚約し、ハワイで結婚式を挙げる予定。
守口武
演 - 見栄晴
社会教師。まどかと交際中。
名古屋から高山に赴任したが「名古屋に戻りたい」と毎日思っていた。
花園と婚約し、ハワイで結婚式を挙げる予定。
矢富信吉
演 - 岩崎ひろし
教務主任。担当教科は国語。次期教頭の座を狙っている。
勅使河原容子
演 - 今村恵子
養護教諭。桂木に好意を抱いており、赴任してきたさくらを一方的にライバル視していたが、ハワイに婚約者がいることを知ると態度を変えて親身になる。
桂木に告白したが、断られた。
庄司照男
演 - 荒木優騎（飛騨ことば指導を兼任）
数学教師。
大庭弘子
演 - 高村尚枝
美術教師。学校の机には食べ物を並べており、食べることが好きである。
遠山洋平
演 - 豊嶋稔
家庭科教師。
雪村哲治
演 - 岸本光正
音楽教師。学校の机に置いてある加湿器で喉を潤すのが日課。
井上雅彦
演 - 加藤千秋
国語教師。
寮母
演 - 此島愛子
慶介が住む学校寮（校内に併設）「あけぼの寮」の管理人。本名は「山中育子」（第147回でさくらへのお別れプレゼントを渡すときに判明）。
竹内遼平
演 - 川本貴則
さくらのクラスの生徒。大介の友人。バスケットボール部に所属し、キャプテン。部活中に怪我をする。
小田哲生
演 - 安藤奏
さくらのクラスの生徒。大介の友人
牛丸彰
演 - 小林元樹
さくらのクラスの生徒。大介の友人。バスケットボール部に所属。
大久保潤
演 - 石原裕太
さくらのクラスの生徒。大介の友人
石橋
演 - 加藤翔平
さくらのクラスの生徒。大介の友人。バスケットボール部に所属し、エース。部活中に怪我で入院していたが、3月に退院する。
高松祥平
演 - 崎本大海
2年A組の生徒。成績優秀で外交官になる夢を持っており、大介が出場することになっていた英語スピーチコンテストに自分も出場することを申し出て優勝する。
PTA会長
演 - 藤田宗久
PTA役員
演 - 福井裕子、松田智恵子、横尾香代子

### 東京あけぼの中学校（東京）
曙大作
演 - 内藤武敏（回想 - 草野康太）
あけぼの中学校の理事長。英語指導助手に応募したさくらに、岐阜・高山の中学校に行ってみないかと声をかける。
若い頃は、のちにさくらの祖母となる淑子の恋人で婚約者だったが、太平洋戦争で生き別れた。
別の女性と恋に落ちて結婚してからは、東京に長年在住。妻を病で亡くしてからは月島で一人暮らしを続けてきた。
東京あけぼの中学校で夏期講習が終了した後で、桂木を家に泊まらせている。
桂木から、淑子と再会する話を持ち掛けられるが「恥ずかしい」と拒否する。その後東京見物の流れで58年ぶりに淑子に再会する。「会うと押し込めている思いがあふれそうになるのが怖かった」と明かした。「それでも会って良かった」と話す。さくらたちのお陰で淑子と再会できたことを感謝する言葉を述べている。
あけぼの中学校の理事長を辞職してから、淑子を追ってホノルルへ移住する。

### 岐阜・飛騨高山の人々
レオナルド
演 - ラモス瑠偉
豆腐料理「〈俺〉鳴門（れおなるど）」の主人で寡黙。ブラジル人。バンダナを巻いて厨房に立つ。店は飛騨在住の外国人のたまり場になっているが、日本人客のために日本語以外禁止にしている。
夏子が「怪しい男がいる」とさくらたちに話した時には「良くないよ。お客さんのこと、そういう風に」と注意していた。
夏子
演 - 鈴木砂羽
レオナルドの妻。観察力があり、客の事情に詳しい。
ベン
演 - ケント・デリカット
〈俺〉鳴門の常連客。アメリカ人。大工の勉強のためユタ州から来日。「〈俺〉鳴門」立ち退き問題では、立ち退き反対派を結成する。
アイーシャ
演 - ディア・ベネディクト
〈俺〉鳴門の常連客。セネガル出身。陶芸を学ぶために来日。
イボンヌ
演 - マサボ・イザベル・ナオミ
〈俺〉鳴門の常連客。フランス人。短期大学で日本酒を研究。
倉持正隆
演 - 山口剛 （第6章・第7章）
竹下教頭の元教え子。学生時代に野球部傷害事件の罪を被って停学になった。小豆相場で竹下から金を騙し取るが自首して、改心する。
松本なよ子
演 - 森公美子
沢田の元妻。派手な顔立ちと豊満な体形の人気声楽家。名古屋を中心に活動しており、中曽根校長の妻が後援会会長を務めている。
元中学の音楽教師で沢田とは職場結婚したが、姑との折り合いが悪く離婚。その後に声楽家として成功した（離婚後も結婚指輪は「太って抜けなくなった」と言い訳してはめ続けている）。
後援会を通じて知り合った名古屋の外食チェーン経営者と交際ののちにプロポーズされ、校長の家での結納も決まったが、実は沢田に心残りがあり、あけぼの中学を訪問。沢田と復縁できないことに納得すると結婚指輪を外す（実はこのときには既に結納を断っており、沢田が止めに来てくれたことに感激していた）。
中西
演 - 井沢勉
大江忠三郎
演 - 吉野悠我
〈俺〉鳴門の大家で地主。
竹下綾子
演 - 井上夏葉（第7章）
竹下教頭の妻。23歳の娘がいる。
夫の金銭問題を中曽根校長に相談する。
中曽根富士子
演 - 大川栄子
中曽根校長の妻。
ハワイアン歌手
演 - KONISHIKI
マイケルが文化祭のために呼んだ歌手。
ハワイアンバンド
演 - 山内雄喜、上原まき
ハワイアン歌手の演奏担当。
徳富静山
演 - 沼田曜一
書道の先生。中曽根校長とは旧知の仲。各地を放浪していたが、「〈俺〉鳴門」でさくらたちに書道を教えるようになる。
篠崎えりか
演 - 石田未来
大介の交際相手。3学期が終わった春に父の仕事の関係でイギリスに行く。
野本トキ
演 - 冨士眞奈美
産婆。みどりの出産を手伝う。
海原涼子
演 - 辻沢杏子
医者
演 - 梅田宏
倒れた孫作を訪問診療する。
通行人
演 - 原一平
近所の人
演 - 加世幸市、山口みよ子

### 郡上八幡（桂木慶介の実家）の人々
桂木諌子
演 - 樫山文枝
慶介の母。さくらのことを気に入っている。
戸田真樹子
演 - 高橋かおり
慶介の元恋人。
桂木敏夫
演 - 真実一路
慶介の親戚。
桂木茂子
演 - 野間洋子
慶介の親戚。
桂木の叔父
演 - 小池栄・笠井一彦
桂木の叔母
演 - 井上裕季子

### ハワイの人々
さくらの友人
演 - アリソン・アラカワ（ホレホレ節を歌った）、ジェーナ・シマブクロ、イカイカ・バラックバーン、カビカ・レジドアー、ベティー・オクムラ、クラレンス・オキ、ユージ・モトハシ

## スタッフ
- 作 - 田渕久美子[3]
- 音楽 - 小六禮次郎[3]
- テーマ音楽指揮 - 竹本泰蔵
- サックス演奏 - 須川展也
- 演奏 - エドヴァ☆シンフォニカー
- 英語教育指導 - 吉田研作
- ハワイ英語指導 - 小泉珠代
- 飛騨ことば指導 - 荒木優騎（庄司照男役を兼任）
- 舞踊指導 - 若柳禄寿
- 和ろうそく指導 - 三嶋順二
- 指圧指導 - 宮本俊和
- フラダンス指導 - 上原まき
- 出産指導 - 三宅はつえ、大葉ナナコ
- コーディネーター - コーキ西谷
- 撮影協力 - 岐阜県、岐阜県高山市、岐阜県古川町（現・飛騨市）、ハワイ観光局、日本鑑賞魚振興会
- 資料提供 - ビショップ博物館
- 語り - 大滝秀治（松下武朗役を兼任）
- 副音声解説 - 江原正士
- 制作統括 - 吉川幸司[3]
- 制作 - 青木信也
- 美術 - 竹内光鷹、岡島太郎
- 技術 - 市川隆男、佐々木喜昭
- 音響効果 - 浜口淳二、太田岳二、片平洋資
- 記録 - 野田茂子
- 編集 - 岩崎幹子
- 撮影 - 小笠原洋一、安藤清茂
- 照明 - 中村正則、笠原竜二
- 音声 - 鈴木克明、三神強
- 映像技術 - 片岡啓太、堀田恵子、寺島朗、竹屋佳亮
- 美術進行 - 小山隆、窪喜圭、田中裕、関本千恵
- 演出 - 清水一彦、藤澤浩一、佐藤譲 / 新田真三、木村明広、三鬼一希

## 挿入歌
- 『桜景』
- 『四季のさくら』 
  - 作詞 - 麻生香太郎、作曲・編曲 - 小六禮次郎、歌 - 森公美子（松本なよ子役）
  - また、この２曲は番組構成上、1週間に１回程度、1、2分程度の余りがあった場合に放送されることもあった。
  - 最終・第26週その1（第151回 9月23日）の本編後には「さくらアルバム」と銘打って、森公美子（松本なよ子役）が歌う挿入歌「四季の桜」をバックに、全25週間の名場面とエンディング5秒の単語を絡ませた特別エンディングが放送された。

## 放送日程
サブタイトルは全て日本のことわざで、第1週と最終週のサブタイトルが同一になっている。
| 週 | 回      | 放送日            | サブタイトル                 | 演出     |
| -- | ------- | ----------------- | ---------------------------- | -------- |
| 1  | 01-06   | 4月01日 - 4月06日 | かわいい子には旅をさせよ     | 清水一彦 |
| 2  | 07-012  | 4月08日 - 4月13日 | 郷に入っては郷に従え         | 清水一彦 |
| 3  | 013-018 | 4月15日 - 4月20日 | 雨降って地固まる             | 清水一彦 |
| 4  | 019-024 | 4月22日 - 4月27日 | 住めば都                     | 佐藤譲   |
| 5  | 025-030 | 4月29日 - 5月04日 | 昨日の敵は今日の友           | 佐藤譲   |
| 6  | 031-036 | 5月06日 - 5月11日 | 人は見かけによらぬもの       | 藤澤浩一 |
| 7  | 037-042 | 5月13日 - 5月18日 | 嘘から出たまこと             | 藤澤浩一 |
| 8  | 043-048 | 5月20日 - 5月25日 | 縁は異なもの味なもの         |          |
| 9  | 049-054 | 5月27日 - 6月01日 | 口と腹はちがうもの           | 清水一彦 |
| 10 | 055-060 | 6月03日 - 6月08日 | 親の心子知らず               | 佐藤譲   |
| 11 | 061-066 | 6月10日 - 6月15日 | 嘘も方便                     | 佐藤譲   |
| 12 | 067-072 | 6月17日 - 6月22日 | 義を見てせざるは勇なきなり   | 藤澤浩一 |
| 13 | 073-078 | 6月24日 - 6月29日 | とらぬ狸の皮算用             | 藤澤浩一 |
| 14 | 079-084 | 7月01日 - 7月06日 | 案ずるより産むが易し         | 新田真三 |
| 15 | 085-090 | 7月08日 - 7月13日 | 苦は楽の種                   | 清水一彦 |
| 16 | 091-096 | 7月15日 - 7月20日 | 合わぬ蓋あれば合う蓋あり     | 清水一彦 |
| 17 | 097-102 | 7月22日 - 7月27日 | あちら立てればこちらが立たぬ | 藤澤浩一 |
| 18 | 103-108 | 7月29日 - 8月03日 | 運は天にあり                 | 木村明広 |
| 19 | 109-114 | 8月05日 - 8月10日 | 明日は明日の風が吹く         | 清水一彦 |
| 20 | 115-120 | 8月12日 - 8月17日 | 良薬口に苦し                 | 藤澤浩一 |
| 21 | 121-126 | 8月19日 - 8月24日 | 恋は思案のほか               | 藤澤浩一 |
| 22 | 127-132 | 8月26日 - 8月31日 | 遠くて近きは男女の仲         | 三鬼一希 |
| 23 | 133-138 | 9月02日 - 9月07日 | 鳴かぬ蛍が身を焦がす         | 佐藤譲   |
| 24 | 139-144 | 9月09日 - 9月14日 | 武士は食わねど高楊枝         | 佐藤譲   |
| 25 | 145-150 | 9月16日 - 9月21日 | 会うは別れの始めなり         | 清水一彦 |
| 26 | 151-156 | 9月23日 - 9月28日 | かわいい子には旅をさせよ     | 清水一彦 |

本作から、BShi放送用に全編ハイビジョン映像で撮影されるようになり放送枠が追加された。デジタルBShiとアナログBShiはサイマル放送、デジタルBS2とアナログBS2はサイマル放送。BShiとBS2の初回放送は同時間帯に放送されていたため、月曜 - 土曜の7時30分 - 7時45分はBS2・BShiの4つのチャンネルで、土曜の9時30分 - 11時はBS2の2つのチャンネルで放送された。

### 総集編
以下の日程で総合で総集編が放送された。 
- 第1回：雨降って地固まる 2002年12月28日 9時15分 - 10時14分[12]
- 第2回：親の心子知らず 2002年12月29日 8時10分 - 9時9分[13]
- 第3回：明日は明日の風が吹く2002年12月30日 8時10分 - 9時9分[14]
- 最終回：かわいい子には旅をさせよ 2002年12月31日 8時10分 - 9時9分[15]

### 再放送
2007年4月2日から9月29日までBS2 月曜 - 土曜の7時45分 - 8時に再放送された。
2023年9月4日からはNHK総合で再放送された。11月20日までは月曜 - 金曜（祝日を除く）14時45分 - 15時で1日1回放送。11月29日からは放送時間を14時15分に繰り上げ、3回連続で再放送。年末年始の放送休止は2024年1月1日に発生した能登半島地震に関する特別報道番組が組まれて12月29日から1月9日までの長期にわたり、1月10日から再放送を再開。以降も特別報道番組や第213回国会中継による1回のみあるは放送休止を経つつ、2月28日（同日のみ14時15分 - 14時45分の2本）に放送終了。なお、同年4月の改変で『列島ニュース』の枠拡大のため、アンコール枠は12時30分からに時間枠を移動したことにより、14時台の朝ドラ再放送枠は本番組が最終作となった。

## エンディング
この作品から、番組末尾5秒のエンドカードを利用したミニコーナーが取り入れられた。
AからZの順に毎週1つ、その文字で始まる英単語を高野が紹介した（年末の総集編は季節の英語読み）。
Apple, Balloon, Candle, Door, Earth, Family, Gift, Hammer, Iron, Jelly, King, Love, Magic, Nose, Onion, Penguin, Question, Rainbow, Skirt, Teacher, Ukulele, Vampire, Wing, X-ray, Yellow, Zipper, （Spring, Summer, Fall, Winter）
ナレーションのさくらの祖父（大滝秀治）が、毎週土曜日の放送の終わりに「それではまた来週。See You Next Week」などと英語での挨拶を行った（最終回のみ「またいずれね。See You Soon」となった）。ちなみに、最終週の zipperの演出は、ジッパー（ファスナー）が開いてそこから高野が現れるという段取りであったが、最終回（土曜日）のみ高野が後ろで手を振り、ジッパーが閉じていく段取りになっていた。
また、番組構成上、1週間に１回程度、1、2分程度の余りがあった場合、森公美子（松本なよ子役）が歌う挿入歌『桜景』や『四季のさくら』が放送された。ちなみに、最終・第26週その1（第151回 9月23日）の本編後には「さくらアルバム」と銘打って、森公美子（松本なよ子役）が歌う挿入歌「四季の桜」をバックに、全25週間の名場面とエンディング5秒の単語を絡ませた特別エンディングが放送された。

## 受賞
- 第34回ザテレビジョンドラマアカデミー賞
  - 新人俳優賞（高野志穂）[21]

## 放送飛ばし事故
2002年9月20日（金曜日）のNHK総合での本放送で、放送用VTRの取り違えにより、本来の第149回ではなく翌21日（土曜日）放送予定の第150回を誤って送出する放送事故が発生した。BSでは通常通りに放送された。
これにより視聴者からの苦情が殺到し、同日中にNHKはニュースと12時44分の特設枠にてお詫びのアナウンスを行った上で、12時45分からの再放送枠は予定通り第149回を放送し、翌21日のNHK総合本放送は第149回・第150回を2回連続で放送する措置が取られた。

## 舞台化
2003年3月に後日譚が明治座にて舞台公演された。脚本はドラマと同じ田渕久美子、演出はケラリーノ・サンドロヴィッチ。ほとんどの俳優はテレビドラマ版と同じだが、沼田筆子役は麻丘めぐみ、沼田たね役は大塚道子が演じた。